# Shure SM58

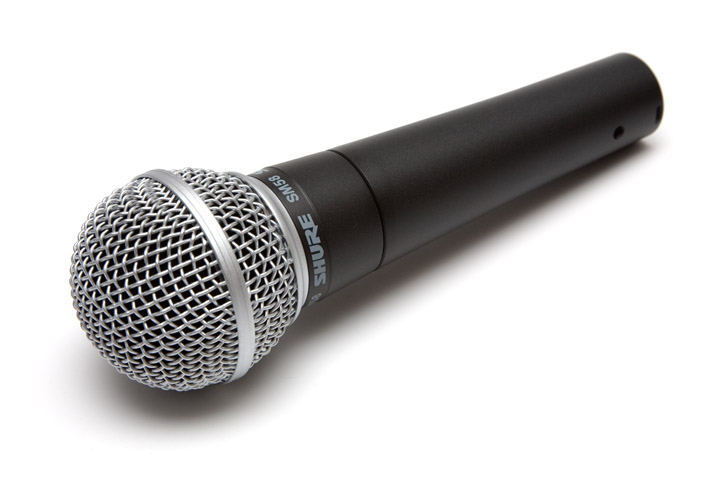
Micròfon Shure SM58

El Shure SM58 és un micròfon professional de tipus cardioide, normalment utilitzat per a les veus en viu. Ha guanyat reputació entre els músics gràcies a la seva robusta construcció i rendiment tècnic, i és considerat l'estàndard per a l'amplificació de veus en viu. Des de l'any 1966, el SM58 es manté com un dels micròfons més venuts al món. El seu nom SM són les sigles de Studio Microphone (Micròfon d'estudi).
Com tots els micròfons direccionals, el SM58 està subjecte a l' "Efecte de Proximitat", un impuls de freqüència mitjana-greu que es dona quan s'utilitza prop de la font. El cardioide redueix la captació de sons que provenen dels laterals i de la part posterior, ajudant a evitar el feedback a l'escenari. Aquest micròfon utilitza sortida d'àudio balancejada XLR (Cannon) de tres pins. Poden funcionar amb cables (amb o sense interruptor on/off) encara que existeixen versions sense fils. El micròfon té una resposta en freqüència que s'estén des dels 50 Hertz (Hz) fins als 15 KiloHertz (kHz).
Si bé l'aspecte i les aplicacions previstes són similars, el "Shure Beta 58" i el "Shure Beta 58A" tenen poc en comú amb els SM58. La sèrie Beta utilitza una diferent càpsula i transformador que la sèrie SM. El Beta 58A té una resposta de freqüència molt extensa i és super cardioide, millorant així el rebuig de sons provinents dels costats.

## Especificacions
Tipus
Micròfon Dinàmic (Bobina mòbil)
Freqüència de resposta
De 50 a 15,000 Hz
Patró polar
Cardioide, simètric respecte l'eix del micròfon, uniforme amb la freqüència.
Sensibilitat (a 1,000 Hz)
Voltatge de circuit obert: -54.5 dBV/Pa (1.85 mV); 1 Pa = 94 dB SPL
Impedància
La impedància nominada és de 150 ohms (300 ohms reals) per la connexió a entrades de micròfon de baixa impedància.
Connector
XLR mascle amb tres pins.
Pes net (sense cable)
298 grams (10.5 oz)
Polaritat
La pressió positiva en el diafragma produeix una senyal positiva al pin 2 en relació al pin 3

## Premis
- L'any 2008, per segona vegada, el micròfon Shure SM58 va guanyar el premi MI Pro Retail Survey "Millor Micròfon en Viu".[4]
- L'any 2011, l'Acoustic Guitar Magazine va honorar al micròfon SM58 amb una medalla d'or als premis Player's Choice.[5]

## Falsificació
Els micròfons SM58 i SM57 han estat falsificats diverses vegades. La majoria de falsificacions són funcionals però no tenen suspensió neumàtica. Hi ha altres detalls que diferencien els micròfons reals dels falsos.